# August Storck
August Storck KG este o companie producătoare de dulciuri germană cu sediul în Berlin. Principalele fabrici se află în Halle (Westfalen), Ohrdruf (Turingia) și Berlin.
A fost înființată de Hugo Oberwelland în anul 1903 în localitatea Werther.
Storck a marcat istoria bomboanelor încă din 1934, când a creat prima marcă de bomboane „1 Pfennig RIESEN“.
Compania este prezentă și în România din 1992, cu specialitățile de ciocolată Toffifee și Merci, caramele Mamba și Riesen, bomboanele Werther’s Original și napolitanele Knoppers.

## Mărci
- Bendick’s
- Bazooka (1970 până la sfârșitul anului 1980 sub licență Topps Company)
- Campino
- Chocolat Pavot (până în 2010)
- Choceur
- Knoppers
- Lachgummi
- Moser-Roth
- Mamba
- Merci
- nimm2
- Paradies Früchte alias Campino Früchte
- Paroli
- Riesen
- ICE fresh
- Super Dickmanns
- Toffifee
- Werther’s Original
- Euka Menthol